# Anders' Earthrise (cràter)
Anders' Earthrise (la sortida de la Terra d'Anders) és un cràter d'impacte de la Lluna que es troba a l'hemisferi sud, a l'extrem de la Lluna. És visible en primer pla de la famosa fotografia Earthrise (AS08-14-2383) feta per l'astronauta William Anders a la missió Apollo 8 a la Lluna el 1968.

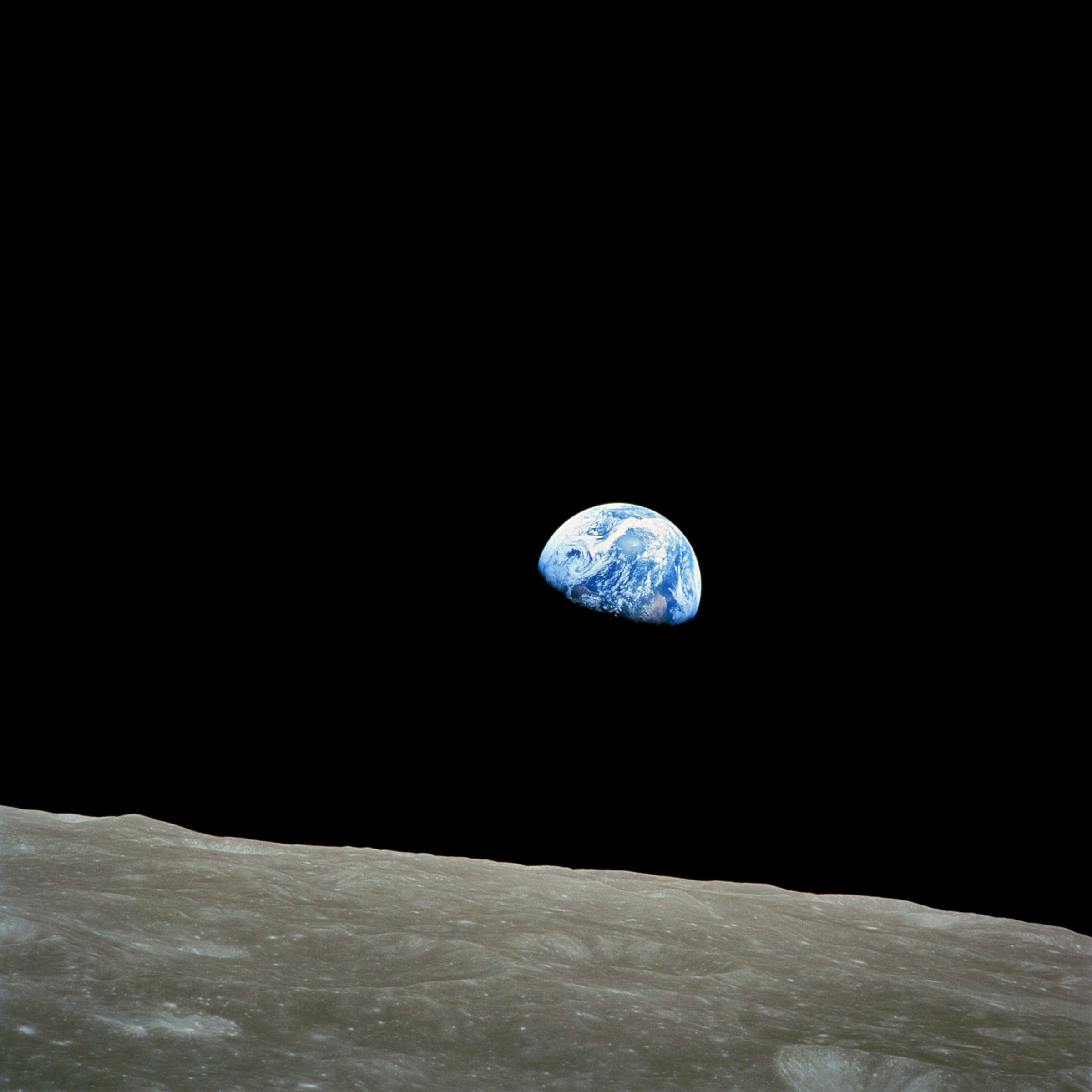
Fotografia Earthrise (AS08-14-2383). El cràter Anders' Earthrise es troba en primer pla esquerre

El nom del cràter va ser aprovat per la UAI el 5 d'octubre de 2018. El cràter 8 Homeward, també visible a la fotografia Earthrise, va rebre el mateix nom. Es troba al costat oest del cràter Pasteur, i abans es deia Pasteur T.